# Minas del Horcajo
Minas del Horcajo es una pedanía del municipio español de Almodóvar del Campo, perteneciente a la provincia de Ciudad Real, en la comunidad autónoma de Castilla-La Mancha. La localidad, que llegó a alcanzar en el pasado una población de alrededor de 4500 habitantes, cayó en declive con el cese de la actividad minera y hoy día apenas quedan unos pocos habitantes censados, con la mayor parte de los antiguos edificios en ruinas.

## Situación
La localidad de Minas del Horcajo, o El Horcajo a secas como es más conocido popularmente, se encuentra en el sur de la provincia de Ciudad Real, a escasos siete kilómetros del límite con la provincia de Córdoba.
Está enclavado en un pequeño valle formado por dos arroyos con forma de Y, de donde probablemente provenga su nombre, ya que en la lengua popular se denomina horcaja u horcajo esa forma en Y formada por dos valles, ramas, etc.
Este municipio está enclavado en plena sierra Madrona, entre sierras que superan los 1000 metros. El paisaje está dominado por repoblaciones de pino rodeno (Pinus pinaster), sin embargo adentrándose un poco se puede encontrar una gran variedad vegetal entre las que destacan jarales (Cistus ladanifer), helechos (Osmunda regalis) y especies arbóreas como rebollos (Quercus pyrenaica), quejigos (Quercus faginea), castaños (Castanea sativa) e incluso repoblaciones mediante abetos de Douglas (Pseudotsuga menziesii) y cedros del Himalaya (Cedrus deodara), que conforman un bonito paraje.

## Historia
En el siglo XVI, en las Relaciones de Felipe II ya se mencionaba la existencia de una Venta del Horcajo. Hasta el año 1858 en que se descubren las minas de galena argentífera no aparecen muchas más menciones. Por aquel tiempo, el mineral de plata y en algunos casos la plata nativa (pura), es transportada a base de caballerías con unas producciones de unas 800 toneladas al año. Pronto la producción sube, y con la explotación de la concesión por parte de La Minería Española en el año 1872 se obtuvieron 2400 toneladas, pasando al año 1877 de 3300. Por estas fechas la población de El Horcajo ya asciende a 2000 personas, con 85 hombres y 290 caballerías dedicados al transporte del mineral.
Los problemas con la abundancia de agua, se estima que se sacaban de las minas diariamente unos 7500 m³, llevaron a la aparición por estos lares de la perforación mecánica, de mano de su propietario el Banco de París en 1882. De esa manera se aumenta la producción hasta las 13 423 toneladas, cifra tope que se consiguió en esta mina. A partir de estos años, la producción fue decreciendo por el empobrecimiento del filón, dándose varios cambios de propietarios hasta el año 1911 en que la Sociedad Minero-Metalúrgica Peñarroya paraliza la explotación, estando ésta a 600 metros de profundidad. La compañía Peñarroya construyó un ferrocarril minero de vía estrecha que llegó hasta El Horcajo, prestando servicio hasta su cierre en 1970.
En 1951 se volvió a intentar la explotación por Peñarroya, que en el año 1959 arrendó a Compañía Minera BeticoManchega que a su vez dio por finalizados los trabajos en 1963 definitivamente. Ya por aquel entonces, El Horcajo estaba despoblado y los pocos habitantes que quedaban marcharon al cercano Puertollano y posteriormente, cuando la minería del carbón entró en crisis, a la zona de Levante y Madrid principalmente.

## Clima
Sus características son las propias del tipo mediterráneo continentalizado, fuertes oscilaciones térmicas estacionales y diarias, aunque suavizadas por el abrigo de las sierras que rodean la pedanía. Aun así son frecuentes las heladas en invierno, heladas que pueden permanecer a lo largo del día en los días en los que la niebla no levante y en verano temperaturas por encima de los 30 °C, incluso por encima de los 35 °C. Las precipitación media anual es de 830 mm.
|                    | ene  | feb   | mar   | abr  | may  | jun  | jul | ago  | sep  | oct  | nov  | dic  | anual |
| ------------------ | ---- | ----- | ----- | ---- | ---- | ---- | --- | ---- | ---- | ---- | ---- | ---- | ----- |
| Precipitación (mm) | 93,4 | 102,4 | 103,9 | 91,3 | 72,4 | 38,7 | 17  | 16,2 | 34,8 | 79,7 | 87,5 | 92,8 | 830   |

## Población
Según las cifras oficiales del INE en 2015 tenía una población de 11 habitantes, aunque en épocas de vacaciones o fines de semana se multiplica lo ampliamente que permiten las escasas casas que quedan en pie.
Aunque actualmente ha quedado reducido a un montón de escombros y algunas casas de veraneo, hubo un tiempo en que El Horcajo, como siempre ha sido conocido, fue un pueblo animado, vivo, rico y con futuro. En su momento de mayor auge habría alcanzado una población de en torno a los 4500 habitantes.

## Festividades
La fiesta local de Minas del Horcajo se celebra siempre el día 23 de junio, en la que se celebra una procesión en honor a su santo, san Juan Bautista.